# Navalagamella
Navalagamella è un comune spagnolo di 1 266 abitanti situato nella comunità autonoma di Madrid.